# Dominika Bettman
Dominika Natalia Bettman (ur. 1971 w Warszawie) – polska ekonomistka, menedżer, prezes Forum Odpowiedzialnego Biznesu.

## Życiorys
Absolwentka Wydziału Handlu Zagranicznego Szkoły Głównej Handlowej w Warszawie (1995) oraz Advanced Management Program (AMP) IESE Business School w Barcelonie. Karierę zawodową rozpoczęła w 1995 roku od przygotowywania analiz i informacji dla japońskiego doradcy Ministra Przemysłu i Handlu w Polsce. Od ponad 20 lat związana z Siemensem: w 1996 pracując w działach logistyki, sprzedaży i finansów, w różnych obszarach biznesowych firmy. W kolejnych latach pełniła funkcje dyrektorskie. W latach 2006–2009 pełniła funkcje członka zarządu i wiceprezesa zarządu ds. finansowych (CFO) firmy Nokia Siemens Networks Sp. z o.o. Od kwietnia 2018 pełni funkcję CEO na Polskę. Od 2020 w radzie nadzorczej Santander Bank Polska.

## Działalność społeczna
Działa na rzecz społecznej odpowiedzialności biznesu oraz aktywizacji kobiet w gospodarce. Bierze udział w forum Business Centre Club i uczestniczy w działaniach Polsko-Niemieckiej Izby Przemysłowo-Handlowej. Jest prezeską Forum Odpowiedzialnego Biznesu, członkinią zarządu Konfederacji Pracodawców Prywatnych Lewiatan oraz rady nadzorczej Eurobanku, a także wiceprezeską Stowarzyszenia Kongres Kobiet. Jest również członkinią Konwentu Doradców Politechniki Warszawskiej oraz wchodzi w skład jury Nagrody Naukowej Siemensa. Ponadto jest członkinią rady programowej OEES, przewodniczącą Rady Krajowej Izby Gospodarczej Elektroniki i Telekomunikacji oraz zasiada w Radzie Dostępności powołanej przez Ministra Inwestycji i Rozwoju (2019). W kwietniu 2019 została powołana przez Senat Politechniki Warszawskiej do Rady Uczelni.
Występuje z wykładami poświęconymi zrównoważonemu rozwojowi i etyce w biznesie.

## Nagrody i wyróżnienia
- 2014 wyróżniona w konkursie „Sukces pisany szminką” w kategorii Korporacja[5]
- 2018 – nagroda „Responsible Business Award” w kategorii Wizjoner Racjonalnego Biznesu[6]